# Anthimos I.
Anthimos I. (altgriechisch Άνθιμος Α΄) war Patriarch von Konstantinopel (535–536).

## Leben
Anthimos war 532 Metropolit von Trapezunt.
Im Juni 535 wurde er mit Unterstützung der Kaiserin Theodora zum Patriarchen von Konstantinopel ernannt. Im Mai 536 wurde auf Betreiben von Papst Agapitus I. ein neuer Patriarch, Menas, ernannt. Offizieller Grund war ein Verstoß gegen kanonisches Recht bei dessen Wahl. Hintergrund war aber eine zu große Nähe zu den Positionen des Severus von Antiochia (Monophysitismus). Anthimos wurde auf einem Konzil verurteilt und exkommuniziert. Im August 536 erließ Kaiser Justinian ein Edikt, das die Beschlüsse des Konzils bestätigte.
Anthimos lebte seitdem unter dem Schutz der Kaiserin Theodora im kaiserlichen Palast, auch nach deren Tod 548. Sein Todesjahr ist unbekannt.

## Schriften
Von Anthimos sind Briefe an monophysitische Kleriker erhalten, ebenfalls einige Zitate aus theologischen Schriften.